# Giovanni Niccolò Tanara
Giovanni Niccolò Tanara, anche detto Tanari (Bologna, 12 maggio 1795 – Nizza, 3 dicembre 1853) è stato un patriarca cattolico italiano.

## Biografia
Giovanni Niccolò Tanara fu ordinato sacerdote il 20 settembre 1817. Ricevette il 26 febbraio 1818, all'Università di Bologna, un dottorato in diritto canonico. Entrò al servizio della Curia romana e divenne, il 27 gennaio 1825, prelato domestico, e dal 1º ottobre 1826 protonotario apostolico.
Fu delegato apostolico di Fermo ed Ascoli dal 30 settembre 1826 prima della nomina a vescovo di Faenza, concessa da papa Leone XII il 21 maggio 1827. Fu consacrato il 24 giugno dal cardinale Carlo Oppizzoni, assistito dai vescovi Antonio Maria Cadolini, B., e Filippo de Angelis.
Il 2 luglio 1832 papa Gregorio XVI lo nominò arcivescovo titolare di Nicosia e poco dopo, il 17 dicembre, lo assegnò all'arcidiocesi di Urbino dove rimase fino all'elevazione a patriarca titolare di Antiochia il 24 novembre 1845, nonché canonico di San Pietro in Vaticano. Papa Pio IX lo nominò segretario della Congregazione della visita apostolica il 16 luglio 1847.
Morì a Nizza il 3 dicembre 1853 all'età di 58 anni.

## Genealogia episcopale
La genealogia episcopale è:
- Cardinale Scipione Rebiba
- Cardinale Giulio Antonio Santori
- Cardinale Girolamo Bernerio, O.P.
- Arcivescovo Galeazzo Sanvitale
- Cardinale Ludovico Ludovisi
- Cardinale Luigi Caetani
- Cardinale Ulderico Carpegna
- Cardinale Paluzzo Paluzzi Altieri degli Albertoni
- Papa Benedetto XIII
- Papa Benedetto XIV
- Papa Clemente XIII
- Cardinale Luigi Valenti Gonzaga
- Cardinale Giovanni Filippo Gallarati Scotti
- Cardinale Carlo Oppizzoni
- Patriarca Giovanni Niccolò Tanara